# Cernuella cisalpina
Cernuella cisalpina е вид охлюв от семейство Hygromiidae. Видът не е застрашен от изчезване.

## Разпространение
Разпространен е в Албания, Босна и Херцеговина, България, Гърция, Испания, Италия (Сардиния и Сицилия), Малта, Северна Македония, Румъния, Франция и Хърватия. Внесен е в Белгия, Германия и Нидерландия.

## Описание
Популацията на вида е стабилна.